# لیام باکلی
لیام باکلی (انگلیسی: Liam Buckley؛ زادهٔ ۱۴ آوریل ۱۹۶۰) بازیکن سابق فوتبال اهل جمهوری ایرلند است. او تنها دو بار برای تیم ملی فوتبال جمهوری ایرلند به میدان رفت که در این دو بازی موفق به ثبت هیچ گلی نشد. او اخیراً مدیر باشگاه فوتبال اسلایگو راورز در لیگ برتر فوتبال ایرلند بود.
وی همچنین در تیم‌های ملی فوتبال زیر ۲۱ سال جمهوری ایرلند، و جمهوری ایرلند بازی کرده‌است.